# Trimúrti

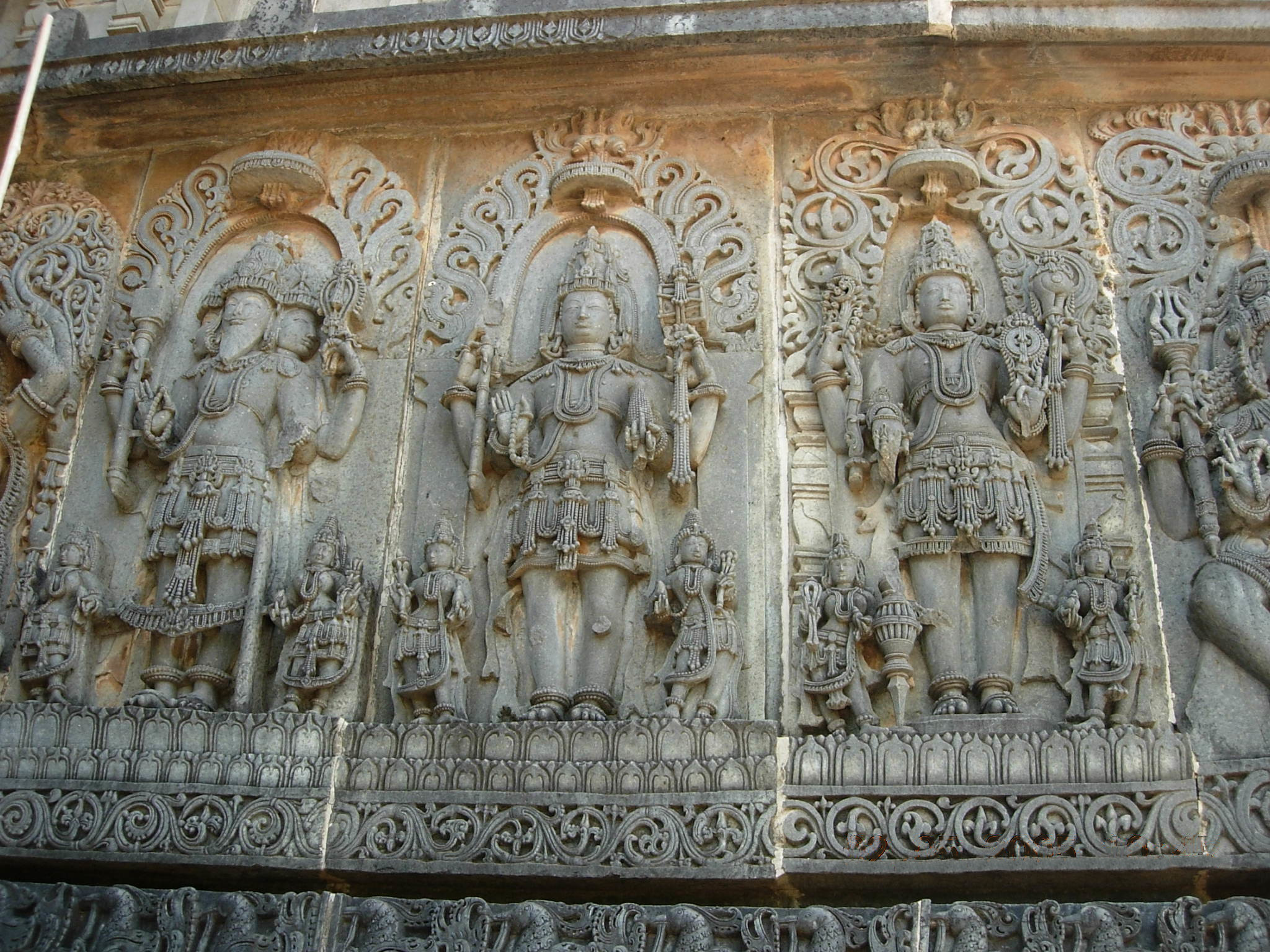
Brama, Xiva e Vixnu.

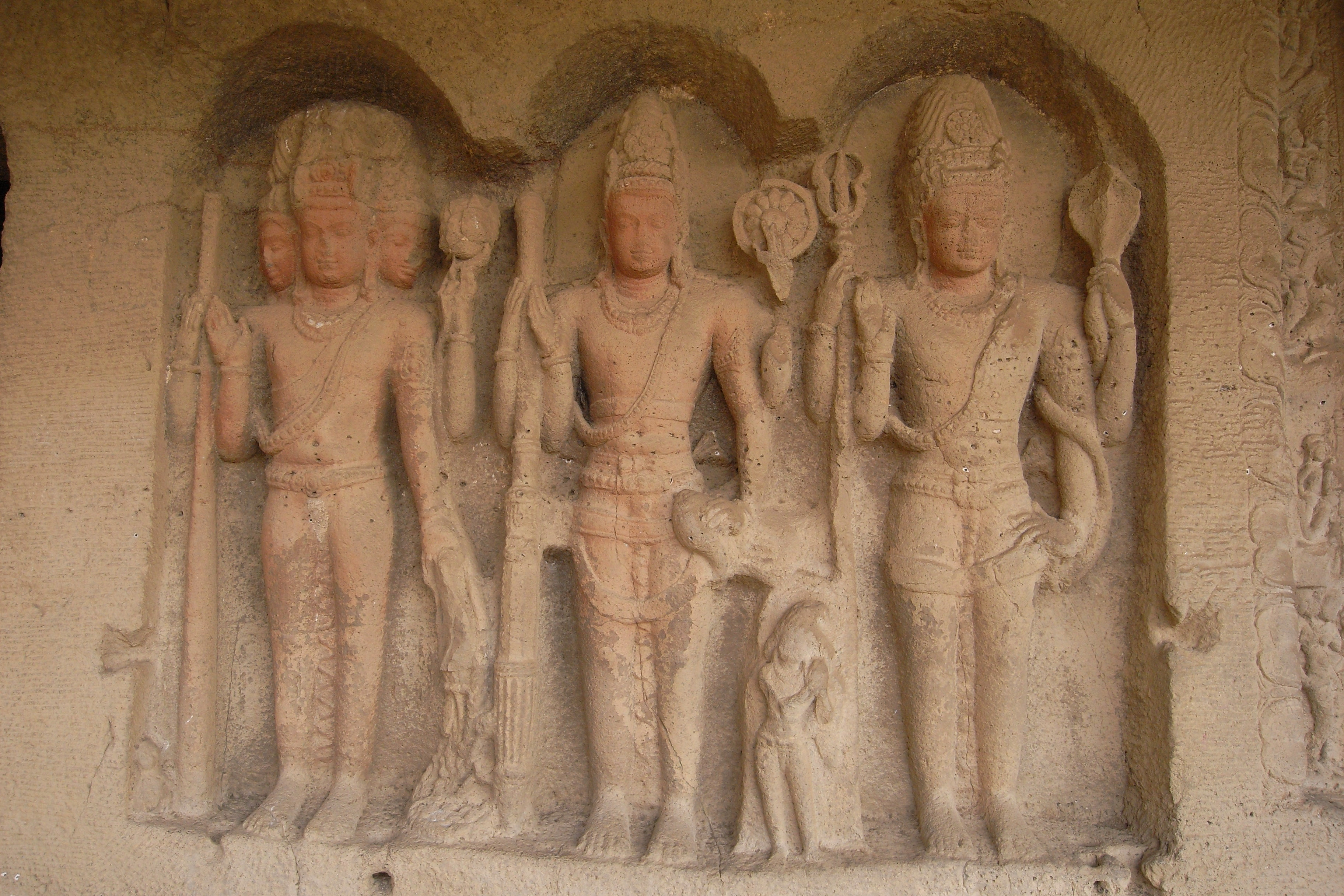
Trimurti

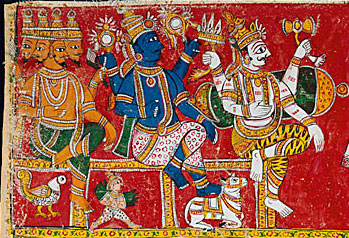
Trimurti

Trimúrti (em sânscrito: Trimurti, lit. "três formas") é a parte manifesta tripla da divindade suprema, além das representações do Brâman, fazendo-se tripla no intuito de liderar os diferentes estados do universo.
A trimúrti é composta pelos três principais deuses do hinduísmo: Brahma, Vishnu e Shiva, que simbolizam respectivamente a criação, a conservação e a destruição.
O conceito de trimúrti desenvolveu-se na época do chamado período purânico. Embora Vixnu e Shiva atraiam fortes cultos e adorações, respectivamente o vishnuísmo e o shivaísmo Brama tende a arrastar-se para um plano absoluto, como um Deus criador. Frequentemente, a trimúrti é retratada como uma figura de três cabeças, devido a uma encarnação dela em Dattatreya.
Shiva é passível de ser visto de duas formas a primeira é como seus seguidores o veem, sendo ele o próprio Trimurti, assim Ele é responsável pela criação, conservação e destruição, encarando Brahma como o Adhimurti ou forma primordial, Vishnu como o Dvamurti ou forma presencial e Shiva como o Trimurti, sendo que a divindade alcança o "status" de trimúrti somente quando alcança Shiva, logo Ele é o único verdadeiramente Trimurti. A segunda forma é delineada de maneira mais geral para que seja cabível em todo o complexo hindu, nesse caso Shiva se apresenta como terceira pessoa o destruidor ou renovador. E claro que não há renovação sem criação nesse caso as três pessoas estão sempre manifestadas juntamente.

## Diferença para a Santíssima Trindade cristã
Brâman, o Absoluto, é incognoscível pelo homem. Como um ser limitado, o ser humano somente percebe três aspectos de Brahman, que são: Brama, o Criador, Vishnu, o Preservador e Shiva, o Destruidor.
O conceito da trimúrti difere, como se vê, do conceito da Santíssima Trindade cristã e, das formas semelhantes à doutrina da mesma. Existiu o conceito de uma trindade nestoriana que recebeu influxo de monges nestorianos (seguidores das ideias de Nestório) que se radicaram na Índia no início do século IV. Nestório e seus ensinamentos foram condenados como heréticos no Primeiro Concílio de Éfeso em 431 e no Concílio de Calcedônia em 451, o que acabou por provocar o cisma nestoriano, no qual as igrejas que apoiavam Nestório deixaram o corpo da Igreja. O Conceito da Santíssima Trindade já existia no cristianismo antes do IV século, mas ainda não existia uma palavra para a definir. Vindo a ser defina mais tarde e formalizado por volta do IV século. Ela difere do conceito, considerado herético pela Igreja Católica Apostólica Romana, de Nestório.